# Ukrainische Frauenunion
Die Ukrainische Frauenunion (ukrainisch Союз українок, kurz SU) ist eine 1921 gegründete ukrainische Frauenorganisation.

## Geschichte

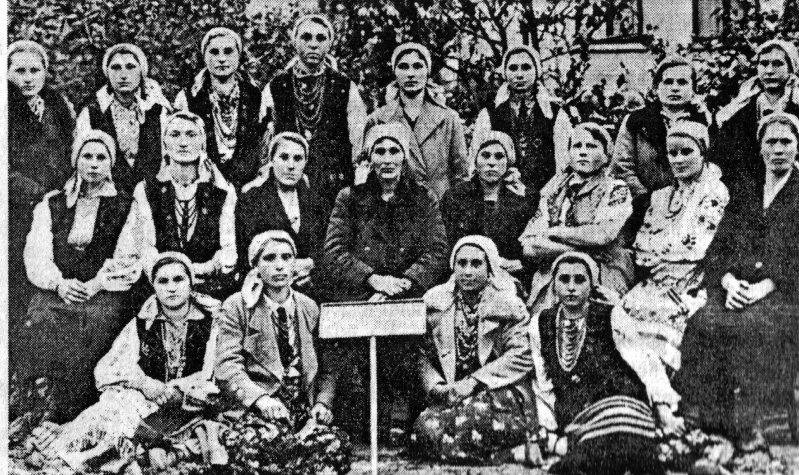
Mitglieder der ukrainischen Frauenunion in Romaniwka (Oblast Ternopil, 1932)

Gegen Ende des 19. Jahrhunderts war Galizien noch ländlich und hatte ein unterentwickeltes Schulsystem. Die Ukrainer und Ukrainerinnen in dieser Region haben vom ukrainischen katholischen Klerus ausgegangene Gemeindeverbände organisiert, die Wissen, Selbsthilfe und Zivildienst förderten. Die Verbände gliederten schnell die säkularen Intellektuellen ein, die sowohl aus dem klerikalen als auch dem bäuerlichen Milieu hervorgingen. Die Frauen waren untergeordnet, aber noch einigermaßen autonom und haben ihren individualistischen Status behalten, den die mittelständischen Frauen verloren hatten. Die ersten Frauenorganisationen in Galizien wurden von Klerikerinnen gegründet. Sie hatten ihre Zentren in Lemberg und Zweigstellen in ganz Ostgalizien.
Die Ukrainische Frauenunion wurde auf einem formellen Kongress ukrainischer Frauen in Lwiw, der vom 22. bis 23. Dezember 1921 stattgefunden hat, gegründet. Die Verfassung der SU wurde 1917 ratifiziert, aber die Kriegsumstände verzögerten ihre formelle Umsetzung. Ihr Ziel war es, den Bildungs- und wirtschaftlichen Status der ukrainischen Frauen zu verbessern und sie in bürgerschaftliche Angelegenheiten einzubeziehen. Es wurden Aktivitäten im Zusammenhang mit sozialer Wohlfahrt, der Genossenschaftsbewegung sowie der Erforschung und Entwicklung der ukrainischen Volkskunst durchgeführt. Für die ukrainischen Frauen hat die Niederlage im sowjetisch-ukrainischen Krieg die Notwendigkeit, am Nationenbildungsprozess mitzuwirken, unterstrichen.
Eines der frühesten Anliegen war die Beteiligung an der internationalen Frauenbewegung. Die Arbeit der Organisation in den frühen 1920er Jahren konzentrierte sich hauptsächlich auf den Wiederaufbau nach dem Krieg und die Gründung von Zweigstellen. Im Jahr 1922 wurde unter der Schirmherrschaft der SU die Genossenschaft Ukrajinske Narodnje Mysteztwo (Ukrainische Volkskunst) gegründet, um ukrainische Volkskunstgegenstände bekannt zu machen und zu vermarkten. Dies trug dazu bei, einen öffentlichen Geschmack für eine Mischung aus Volkskunst und Modernismus bei der Möblierung und Bekleidung zu entwickeln. Ukrainerinnen in Galizien haben örtliche Zweigstellen der International Alliance of Women (IAW), des Internationalen Frauenrats und der Women’s International League for Peace and Freedom (WILPF) gegründet und registriert. Um Kader für die Arbeit vor Ort auszubilden, wurden in den 1920er und 1930er Jahren Schulungen organisiert. Neben der Erläuterung der Ziele und Methoden der SU hielten die Spezialistinnen Vorträge zu Themen wie dem Betrieb von Genossenschaften und Kindergärten sowie der Haushaltsführung und Gartenpflege. Bei den Kursteilnehmerinnen handelte es sich überwiegend um junge Frauen, die eine weiterführende Schule abgeschlossen hatten und auf der Suche nach einer Anstellung waren. Die fähigsten von ihnen wurden in Zweigstellen der SU eingesetzt und andere organisierten Kurse in den Dörfern. Die SU erweiterte ihre Aktivitäten auch um die Organisation von Sommerprogrammen zur Vorschulerziehung für Kinder und die Gründung von Jugendverbänden rund um Dorfkreise.
1930 lud die SU-Vorsitzende Milena Rudnyzka Mary Sheepshanks, die Sekretärin der WILPF, nach Galizien ein, um ungefähr 800 Dörfer zu besichtigen, die Opfer der Befriedung der Ukrainer in Ostgalizien geworden waren. 1931 sagte Sheepshanks beim Europäischen Nationalitätenkongress in Genf im Namen der Ukrainer gegen die Zweite Polnische Republik aus.

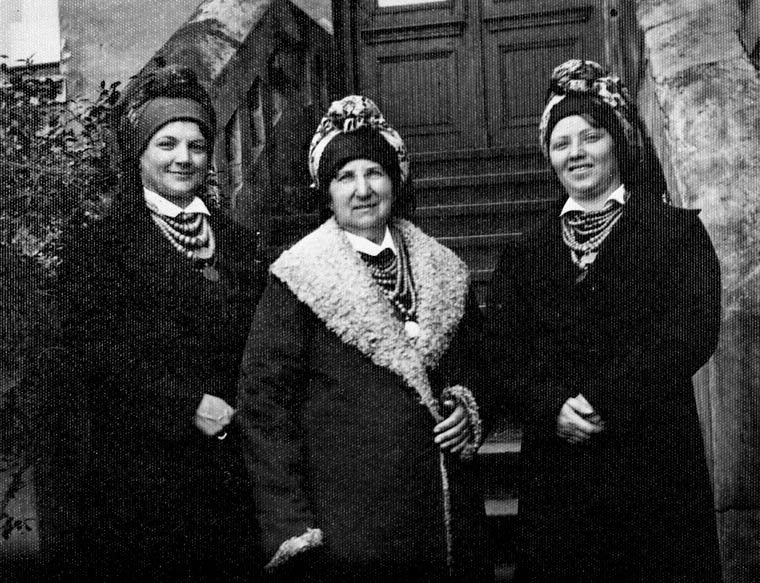
Delegierte des Frauenkongress in Stanyslawiw (1934)

Das Wachstum der SU wurde durch den Ukrainischen Frauenkongress angeregt, der vom 23. bis 27. Juni 1934 in Stanyslawiw veranstaltet wurde. An diesem Treffen nahmen Vertreterinnen von Frauengruppen aus Galizien, Wolhynien, dem Rest Europas und Nordamerika teil, darunter die WILPF. Auf der Tagesordnung standen Vorträge zu allen Bereichen der Aktivitäten der SU. Während des Kongresses wurde die Idee einer Weltunion ukrainischer Frauen diskutiert, die alle Frauenorganisationen dieser Art unter einem Dach vereinen würde.
Die Beziehungen zwischen der SU und anderen ukrainischen Organisationen waren in den 1920er Jahren im Allgemeinen gut und die Beteiligung von Frauen am ukrainischen bürgerlichen Leben wurde als wünschenswert angesehen. Die Union bewahrte ein hohes Maß an internem Zusammenhalt, indem sie sich auf spezifische Programme und unmittelbare konkrete Probleme konzentrierte und eine gemäßigte politische Haltung beibehielt, die theoretische Fragen der Ideologie in den Hintergrund rückte. In den 1930er Jahren änderte sich die Situation. Die Union Ukrainischer Arbeiterinnen wurde 1931 unter der Schirmherrschaft der Ukrainischen Radikalen Partei als Abspaltung politischer Radikalen von der SU gegründet. Die ukrainische katholische Kirche verteidigte die traditionelle Rolle der Frau und brachte das von der SU demonstrierte weibliche Bewusstsein mit Sozialismus und Atheismus sowie mit der Zerstörung der Familie und der moralischen Struktur der Gesellschaft in Verbindung. Es bildeten sich immer mehr katholische Laienorganisationen, die um die Loyalität ukrainischer Frauen konkurrierten. Die Organisation Ukrainischer Nationalisten engagierte mit ihrem Kredo der selbstlosen Hingabe und des patriotischen Aktivismus eine große Anzahl potenzieller SU-Rekrutinnen, insbesondere junge Frauen, die dachten, sie wären bereits gleichberechtigt.
Die SU organisierte Demonstrationen, Märsche und Konzerte, an denen tausende Frauen teilnahmen. Sie demonstrierte gegen die Befriedung der Ukrainer in Ostgalizien und den Holodomor. Zudem demonstrierte sie beim internationalen Frauenkongress in Zürich 1937 gegen die antifeministische Politik des NS-Staates.

SU-Mitglieder in Wyriw (Rajon Kamjanka-Buska, 1937)

In den 1920er und 1930er Jahren nahm die SU an Kongressen internationaler Frauenorganisationen in Rom, Paris, Berlin, Marseille, Wien und London teil.
Die Frauen halfen dabei, wirtschaftliche und kulturelle Agenturen zu etablieren, die die Lebensqualität aller Ukrainerinnen und Ukrainer verbesserten. Durch ihre Mischung aus Pragmatismus, Modernisierung, Richtlinien zur Pflege von Mutter und Kind und Bemühungen, die individuelle und nationale Befreiung zu unterstützen, hat die Ukrainische Frauenbewegung die kontemporären Bewegungen der Frauen in der Dritten Welt vorausgedeutet.
1938 lösten die polnischen Behörden die SU mit der Absicht, ein exklusiv polnisches Bildungs- und administratives System in Galizien zu etablieren, auf. Die polnische Polizei verhaftete in einer synchronisierten Razzia alle Leiterinnen der Zweigstellen der SU. Der Vorstand gründete daraufhin die Nachfolgeorganisation Druschyna Knjahyni Olhy (Fürstin Olgas Druschina), um eine organisatorische Kontinuität aufrechtzuerhalten, bis es wieder möglich war, legal zu operieren. Die neue Organisation hatte ein überwiegend politisches Profil und appellierte vor allem an die SU-Führung und die Intellektuellen. Einfache Mitglieder schlossen sich in der Regel örtlichen Gemeindeverbänden an, darunter der Proswita. Die SU-Mitglieder begannen Prozeduren, die zur Freilassung der verhafteten Frauen führten, und die Organisation wurde nach drei Monaten wieder etabliert. Nach der sowjetischen Besetzung Ostpolens im Jahr 1939 wurde die Organisation erneut aufgelöst, weil alle organisatorischen Aktivitäten, die nicht von der KPdSU sanktioniert waren, als subversiv galten.
Die SU wurde am 21. Februar 1990 auf einer Konferenz in Lwiw neugegründet. Der konstituierende Kongress fand im Dezember 1991 in Kiew statt. Das Statut der SU beinhaltet den Satz:

„Seit Jahrhunderten war eine ukrainische Frau die Wächterin des heimischen Herds, hat sich um die Bräuche der Ahnen, die nationale Sprache, die Moralität, das Ethos, die Bildung und die Kultur gekümmert und sich an der Bemühung für die hohen Ideale der ukrainischen Staatlichkeit beteiligt.“

## Struktur
Die SU hatte eine dreistufige Struktur mit einem zentralen Vorstand in Lwiw und Zweigstellen in größeren Städten und Dorfkreisen. Die polnischen Behörden beschränkten den Umfang ihrer Aktivitäten auf Galizien. Die SU war in der Zwischenkriegszeit die größte ukrainische Frauenorganisation in der Westukraine. Etwa 30 % aller dortigen ukrainischen Siedlungen hatten Zweigstellen der SU. Sie hatte über 45.000 Mitglieder, was etwa 5 % der weiblichen ukrainischen Bevölkerung ausmachte. Die SU dehnte ihren Einfluss aus, indem sie sich mit Themen befasste, die für Frauen auf dem Land von Belang waren, und indem sie ihre Zweigstellen als regionale Organisations- und Programmzentren für die Dorfkreise nutzte. 1936 gab es Zweigstellen in 67 größeren Städten und 1.101 Dorfkreisen. Im Jahr 1937 finanzierte die SU 177 Kurse in verschiedenen galizischen Dörfern.
Die Arbeit der Zentralorganisation war in Abschnitte gegliedert. Die organisatorische Abteilung wurde von Olena Kyssilewska geleitet, die SU-Rundschreiben für die Wochenzeitung Schinotscha dolja (Frauenschicksal) verfasste. Ihr Bruder, der in die USA emigriert war, unterstützte die Zeitung finanziell und beschrieb ihr die amerikanische Lebensart, die sie für ihre Rundschreiben adaptierte. Die Zeitung vermied Rhetorik und bot praktische Ratschläge an, da sie für eine ländliche Bevölkerung gedacht war.
Zu den Vorsitzenden der SU zählten unter anderen Milena Rudnyzka und Marija Bilezka.
Die moderne SU hat landesweit Zweigstellen, die sich hauptsächlich mit dem Wohlergehen von Kindern und Waisen, der Formierung des Nationalbewusstseins und dem Engagement der Frauen in öffentlichen Aktivitäten befassen. 1996 hatte die SU 11.300 Mitglieder.